# PZ المرقب
بي زي المرقب (بالإنجليزية: PZ Telescopii)‏، المعروف أيضا باسم HD 174429 أو باختصار PZ Tel ، هو نجم شاب في كوكبة المرقب. قدرة الظاهري 8.342 (خافت جدا بحيث لا يمكن رؤيته بالعين المجردة)، وتتفاوت شدة اللمعان ضمن 0.0342 في مدة 23 ساعة. تم تصنيفه على أنه متغير بي واي التنين اما M أو K ، وهو من المع واقرب النجوم للأرض من نجوم ما. "قبل النسق الأساسي” .
استنادا إلى منظر التزيح السنوي 19.42 ± 0.98 ميلي ثانية قوسية بستخدام القمر الصناعي هيباركوس، قدر بعده 167.9 سنة ضوئية (51.49 فرسخ) من الأرض، مع هامش خطأ قدره 8.5 سنة ضوئية (2.6 فرسخ).
بي زي المرقب يمتلك درجة حرارة سطح فعالة نحو 5338 K (الشمس درجة حرارة سطحها التقريبية 5778 K)، كتلته حوالي 1.13 مرة، وقطره 1.23 مرة من شمسنا. لديه قرص حطام يشكل دائرة نصف قطرها 35-165 وحدة فلكية، وكذلك رفيق شبه نجم كتلته 36 ضعف كتلة كوكب المشتري يدور على مسافة 16 وحدة فلكية، الرفيق اكتشف في عام 2008. ويعرف حاليا باسم PZ Tel B، ويعتقد أنه قزم بني. ومع ذلك فمن الممكن أنه كوكب يشبه المشترى لكن كبير للغاية، وفي هذه الحالة سيكون أول كواكب امكننا تصويره مباشرتا (مستبعد جدا).